# Apatolestes willistoni
Apatolestes willistoni är en tvåvingeart som beskrevs av Noelle M. Brennan 1935. Apatolestes willistoni ingår i släktet Apatolestes och familjen bromsar. Inga underarter finns listade i Catalogue of Life.